# Yoann Tiberio
Yoann Tiberio (Cavaillon, 16 novembre 1986) è un ciclista e pilota motociclistico francese ritiratosi dall'attività agonistica.

## Carriera

### Gli inizi
Debutta nelle corse nel 1999 andando a vincere il campionato francese Supermotard della classe 125. Nel 2001 partecipa al campionato francese 125 piazzandosi terzo. Nel 2002 si trasferisce nel campionato spagnolo 125 dove giunge ottavo. Nelle stagioni 2003 e 2004 è pilota titolare nel campionato francese Supersport. Il suo esordio internazionale risale al 2002 quando partecipa, in qualità di wild card, al Gran Premio di Francia nella classe 125, in sella ad una Honda RS125R del team Technimoto Cavaillon. Chiude la gara al venticinquesimo posto non ottenendo punti.

### Derivate dalla serie
Nel 2003 fa invece il suo esordio nel campionato mondiale Supersport disputando il Gran Premio di Francia a Magny-Cours in sella ad una Honda CBR600RR del team Moto1. Chiude la gara con un ritiro. Nel 2004 prende parte a due gare in questa categoria: Magny-Cours e Brands Hatch. Lo fa in sella ad una Yamaha YZF-R6 del team Yamaha France. Si ritira in entrambi gli eventi.
Nel 2005 è pilota titolare nella prima edizione del campionato europeo Superstock 600. Alla guida di una Honda CBR600RR gestita dallo Junior Team Megabike è protagonista della stagione, contendendosi il titolo fino all'ultima gara a Magny-Cours con l'italiano Claudio Corti. Chiude la stagione al secondo posto, staccato di otto punti da Corti. Totalizza 180 punti, quattro vittorie nei singoli Gran Premi, otto piazzamenti a podio su dieci gare in calendario, quattro pole position e quattro giri veloci. Nella stessa stagione prende parte, in qualità di pilota wild card senza punti, al Gran Premio di Monza nella classe Supersport del Campionato Italiano Velocità classificandosi ventinovesimo.
Nel 2006 è pilota titolare nel mondiale Supersport, alla guida di una Honda CBR600RR gestita dal team Megabike Honda. Ottiene la prima vittoria nel mondiale Supersport in occasione del Gran Premio d'Italia a Monza. Chiude la stagione al settimo posto con ottanta punti ottenuti. Nel 2007 inizia la stagione come pilota titolare nel mondiale Supersport alla guida di una Honda gestita dal team Stiggy Motorsport Honda. Totalizza ventinove punti prima di passare al campionato mondiale Superbike, in qualità di pilota sostitutivo, alla guida di una Honda CBR1000RR del team Alto Evolution Honda. Porta a termine tutte le gare a cui partecipa centrando la zona punti cinque volte su sei. Chiude la stagione al ventitreesimo posto con dieci punti ottenuti. Nel 2008 è pilota titolare nella Superstock 1000 FIM Cup alla guida di una Kawasaki ZX-10R del team Pedercini. Chiude la stagione al ventiseiesimo posto con nove punti ottenuti.

### Il passaggio al ciclismo
Dal 2010 passa a correre nelle competizioni ciclistiche.

## Risultati in gara

### Motomondiale
| 2002 | Classe | Moto  |  |  |  |    |  |  |  |  |  |  |  |  |  |  |  |  | Punti | Pos. |
| ---- | ------ | ----- |  |  |  | -- |  |  |  |  |  |  |  |  |  |  |  |  | ----- | ---- |
| 2002 | 125    | Honda |  |  |  | 25 |  |  |  |  |  |  |  |  |  |  |  |  | 0     |      |

| Legenda | 1º posto        | 2º posto            | 3º posto            | A punti      | Senza punti        | Grassetto – Pole position Corsivo – Giro più veloce |
| Legenda | Gara non valida | Non qual./Non part. | Ritirato/Non class. | Squalificato | '-' Dato non disp. | Grassetto – Pole position Corsivo – Giro più veloce |

### Campionato mondiale Supersport
| 2003 | Moto  |  |  |  |  |  |  |  |  |  |  |     |  |  | Punti | Pos. |
| ---- | ----- |  |  |  |  |  |  |  |  |  |  | --- |  |  | ----- | ---- |
| 2003 | Honda |  |  |  |  |  |  |  |  |  |  | Rit |  |  | 0     |      |

| 2004 | Moto   |  |  |  |  |  |  |     |  |  |     |  |  |  | Punti | Pos. |
| ---- | ------ |  |  |  |  |  |  | --- |  |  | --- |  |  |  | ----- | ---- |
| 2004 | Yamaha |  |  |  |  |  |  | Rit |  |  | Rit |  |  |  | 0     |      |

| 2006 | Moto  |  |   |   |   |    |     |   |    |     |     |   |    |  | Punti | Pos. |
| ---- | ----- |  | - | - | - | -- | --- | - | -- | --- | --- | - | -- |  | ----- | ---- |
| 2006 | Honda |  | 4 | 6 | 1 | 14 | Rit | 4 | 12 | Rit | Rit | 9 | 10 |  | 80    | 7º   |

| 2007 | Moto  |     |    |   |     |    |   |     |    |  |  |  |  |  | Punti | Pos. |
| ---- | ----- | --- | -- | - | --- | -- | - | --- | -- |  |  |  |  |  | ----- | ---- |
| 2007 | Honda | Rit | 10 | 7 | Rit | 22 | 7 | Rit | 11 |  |  |  |  |  | 29    | 24º  |

| Legenda | 1º posto        | 2º posto            | 3º posto           | A punti      | Senza punti        | Grassetto – Pole position Corsivo – Giro più veloce |
| Legenda | Gara non valida | Non qual./Non part. | Ritirato/Non class | Squalificato | '-' Dato non disp. | Grassetto – Pole position Corsivo – Giro più veloce |

### Campionato mondiale Superbike
| 2007 | Moto  |  |  |  |  |  |  |  |  |  |  |  |  |  |  |  |  |  |  |  |  |    |    |    |    |    |    | Punti | Pos. |
| ---- | ----- |  |  |  |  |  |  |  |  |  |  |  |  |  |  |  |  |  |  |  |  | -- | -- | -- | -- | -- | -- | ----- | ---- |
| 2007 | Honda |  |  |  |  |  |  |  |  |  |  |  |  |  |  |  |  |  |  |  |  | 15 | 18 | 15 | 15 | 13 | 10 | 10    | 23º  |

| Legenda | 1º posto        | 2º posto            | 3º posto           | A punti      | Senza punti        | Grassetto – Pole position Corsivo – Giro più veloce |
| Legenda | Gara non valida | Non qual./Non part. | Ritirato/Non class | Squalificato | '-' Dato non disp. | Grassetto – Pole position Corsivo – Giro più veloce |